# Ádám Fischer
Ádám Fischer (Budapest, 9 settembre 1949) è un direttore d'orchestra e compositore ungherese; è il direttore musicale generale dell'orchestra austro-ungarica Haydn, direttore principale della Danish National Chamber Orchestra e direttore principale della Düsseldorf Symphony. Nel 2018 ha ricevuto il Wolf Prize.

## Biografia
Fratello maggiore del direttore d'orchestra Iván Fischer, quando erano bambini i due cantarono nel coro della Budapest National Opera.
Fischer ha studiato pianoforte e composizione presso il Conservatorio Bartók di Budapest e ha lavorato con Hans Swarowsky a Vienna. Ha anche studiato con Franco Ferrara all'Accademia Chigiana di Siena. Ha vinto il primo premio al concorso Guido Cantelli di Milano. La sua carriera è iniziata con la direzione d'opera a Monaco, Friburgo e altre città tedesche. Nel 1982 debutta all'Opéra di Parigi, dirigendo Der Rosenkavalier e nel 1986 debutta alla Scala di Milano con Die Zauberflöte. Tra il 1987 e il 1992 è stato direttore musicale generale a Kassel.
Fischer iniziò una lunga collaborazione con l'Opera di Vienna nel 1973. Nel gennaio 2017, è stato nominato membro onorario della compagnia.
Nel 1987, Fischer fondò l'orchestra austro-ungarica Haydn e iniziò il Festival Haydn nella città austriaca di Eisenstadt. Ha registrato le sinfonie Haydn complete per l'etichetta Nimbus. Nel 1998, Fischer è stato nominato direttore principale della Danish National Chamber Orchestra. Fischer ha registrato l'intera serie di opere di Wolfgang Amadeus Mozart.
Alla fine del 2010 Fischer si è dimesso da direttore musicale dell'Opera di Stato ungherese per protestare contro la controversa legge sui media introdotta in Ungheria nel 2011. Fischer si unì ad András Schiff, Miklós Jancsó e altri in una lettera che condannava i precedenti del governo ungherese su questi temi.
Fischer ha registrato le sue opere sotto varie etichette come Nimbus, CBS, EMI, Hungaroton e Delta. Nel 1982, ha vinto il Grand Prix du Disque. Nel 2018 ha vinto il premio Wolf per le arti.